# Celestí IV
Celestí IV (Milà, ? - Roma, 10 de novembre de 1241), de nom seglar Goffredo da Castiglione, fou papa de l'Església Catòlica durant 17 dies de l'any 1241, de manera que el seu pontificat és el tercer més breu de la història. Les profecies de Sant Malaquies es refereixen a aquest papa com Leo sabinus (el lleó sabí), citació que fa referència al fet que en el seu escut d'armes apareix un lleó i al fet que va ser cardenal-bisbe de la Sabina.
El fet principal del pontificat de Celestí IV fou el mateix conclave que l'escollí papa, ja que va ser el primer de la història. El Col·legi Cardenalici estava en aquells moments format per dotze cardenals, dels quals només deu eren presents al conclave, ja que els dos restants eren presoners a les mans de l'emperador Frederic II que en aquestes dates assetjava Roma. Aquesta situació provocà una forta divisió entre els cardenals, que impedí que cap candidat no obtingués els dos terços previstos en les resolucions del Concili del Laterà III.
Davant d'aquesta situació, després de nou dies de deliberacions sense arribar a un acord, el senador romà Mateo Rosso Orsini ordenà el tancament, amb pany i clau (en llatí cum clavis) dels deu cardenals al vell palau de Septizonio, situat al Palatí, per tal d'accelerar l'elecció i impedir que l'emperador hi influís. Les dures condicions del tancament, que es va perllongar durant dos mesos, van fer que morissin dos dels cardenals. Finalment el 25 d'octubre s'arribà a l'acord d'elegir papa el cardenal Goffredo Castiglioni, acord que només van votar vuit cardenals. El nou papa no va arribar a ser consagrat, ja que, a causa també a les dures condicions del tancament, morí el 10 de novembre del 1241 després d'excomunicar Mateo Rosso Orsini que, no obstant això, era el pare del futur papa Nicolau III.
El següent papa no serà escollit fins dos anys més tard, ja que els cardenals, temorosos d'un nou conclave en les mateixes condicions que el recentment viscut, fugiren de Roma i no es reuniren fins al 1243 per escollir Innocenci IV.